# Comuna Coțofenii din Față, Dolj
Coțofenii din Față este o comună în județul Dolj, Oltenia, România, formată din satele Beharca și Coțofenii din Față (reședința).
Comuna Coțofenii din Față este situată în jumătatea nordică a județului Dolj, la nord de municipiul Craiova, reședința județului, la o distanță de 19 km pe șoseaua județeană Craiova-Filiași. Din punct de vedere geografic, Comuna Coțofeni este situată la nord de râul Jiu, în Câmpia Centrală a Olteniei.

## Demografie
Componența etnică a comunei Coțofenii din Față
     Români (57,94%)
     Romi (33,85%)
     Alte etnii (0,09%)
     Necunoscută (8,11%)
Componența confesională a comunei Coțofenii din Față
     Ortodocși (90,24%)
     Alte religii (1,46%)
     Necunoscută (8,3%)
Conform recensământului efectuat în 2021, populația comunei Coțofenii din Față se ridică la 2.121 de locuitori, în creștere față de recensământul anterior din 2011, când fuseseră înregistrați 1.904 locuitori. Majoritatea locuitorilor sunt români (57,94%), cu o minoritate de romi (33,85%), iar pentru 8,11% nu se cunoaște apartenența etnică. Din punct de vedere confesional, majoritatea locuitorilor sunt ortodocși (90,24%), iar pentru 8,3% nu se cunoaște apartenența confesională.

## Politică și administrație
Comuna Coțofenii din Față este administrată de un primar și un consiliu local compus din 11 consilieri. Primarul, Daniel Claudiu Ceocea[*], de la Partidul Social Democrat, este în funcție din octombrie 2020. Începând cu alegerile locale din 2024, consiliul local are următoarea componență pe partide politice:
|  | Partid                          | Consilieri | Componența Consiliului | Componența Consiliului | Componența Consiliului | Componența Consiliului | Componența Consiliului | Componența Consiliului | Componența Consiliului | Componența Consiliului | Componența Consiliului |
|  | ------------------------------- | ---------- | ---------------------- | ---------------------- | ---------------------- | ---------------------- | ---------------------- | ---------------------- | ---------------------- | ---------------------- | ---------------------- |
|  | Partidul Social Democrat        | 9          |                        |                        |                        |                        |                        |                        |                        |                        |                        |
|  | Alianța pentru Unirea Românilor | 1          |                        |                        |                        |                        |                        |                        |                        |                        |                        |
|  | Partidul Național Liberal       | 1          |                        |                        |                        |                        |                        |                        |                        |                        |                        |